# Église de Piikkiö

L'église de Piikkiö (en finnois : Piikkiön kirkko) est une église située à Kaarina en Finlande,. 

## Architecture
La Direction des musées de Finlande a classé l'église de Piikkiö sites culturel construit d'intérêt national.

## Galerie

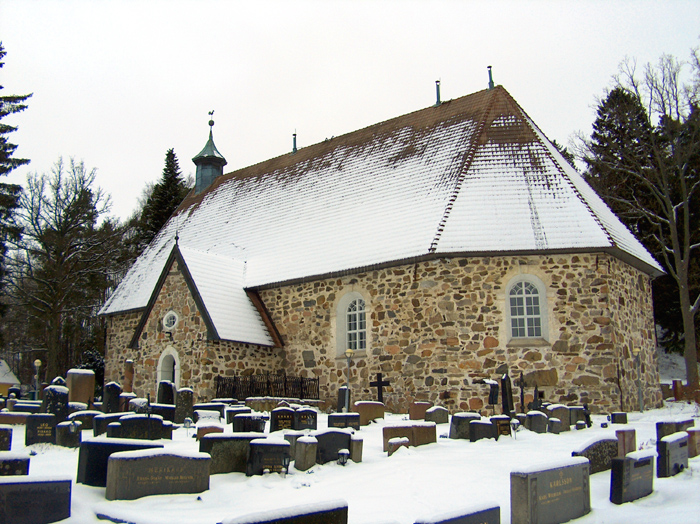
L'église de Piikkiö
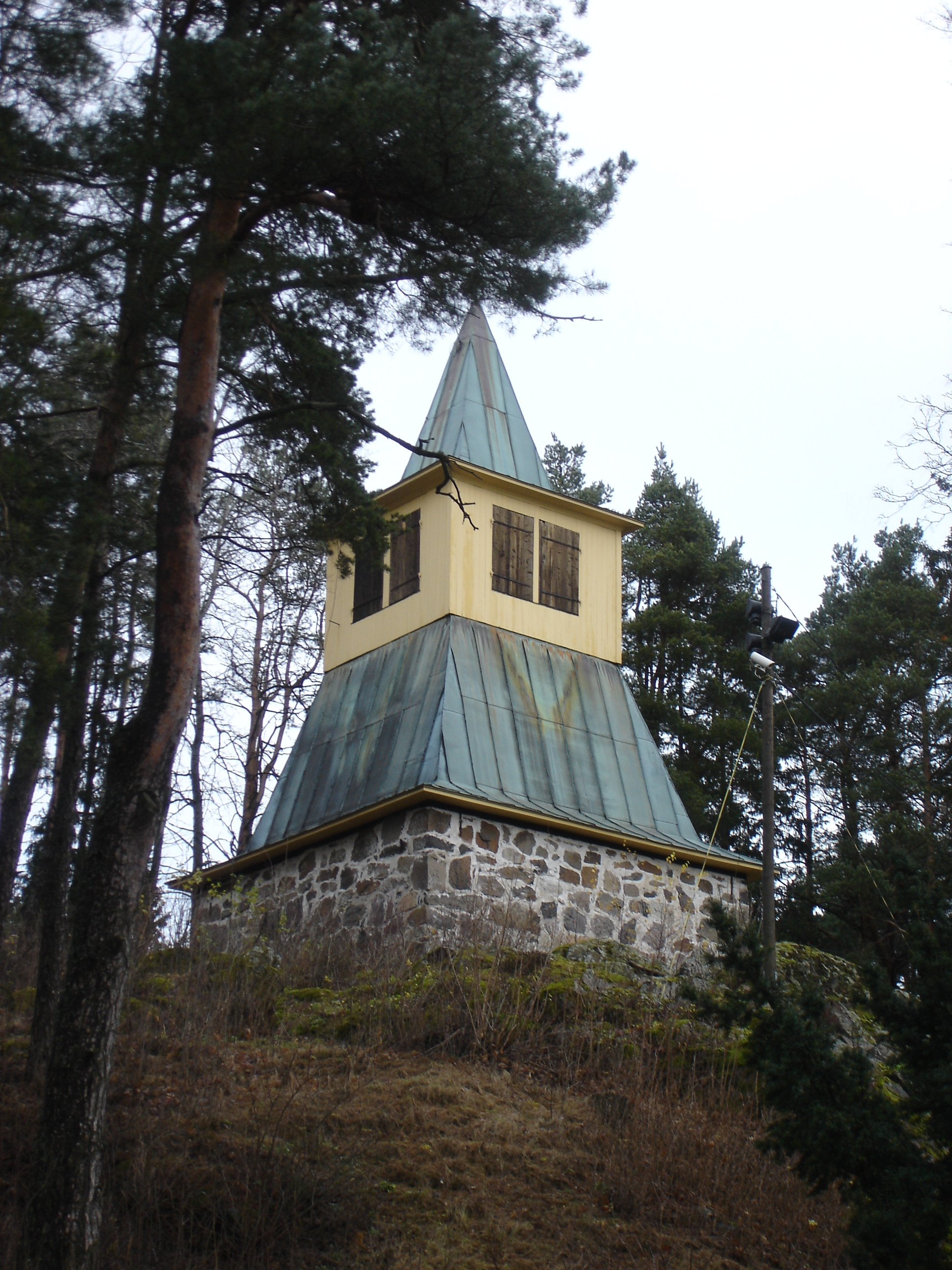
le clocher construit en 1810
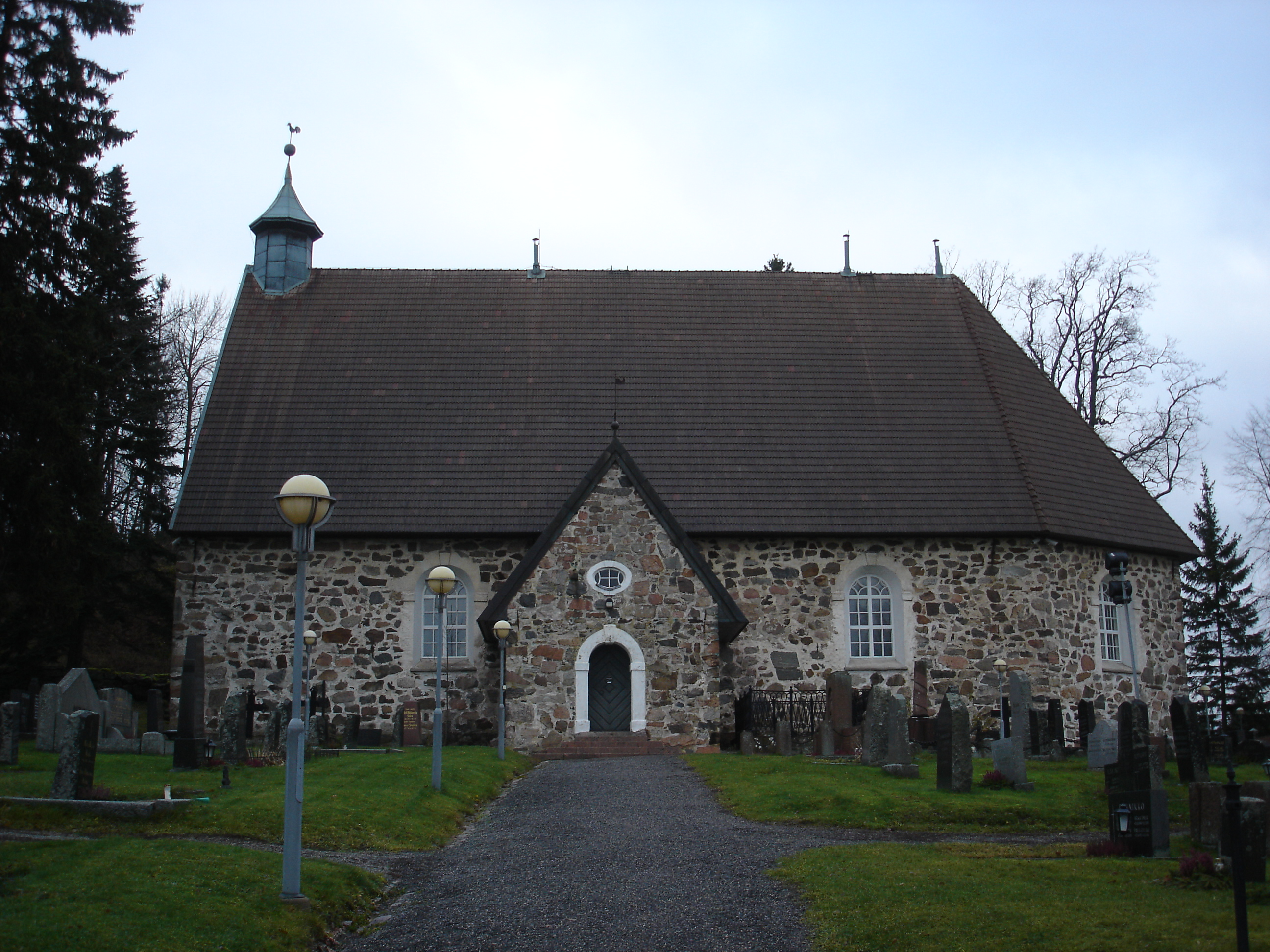
L'église de Piikkiö
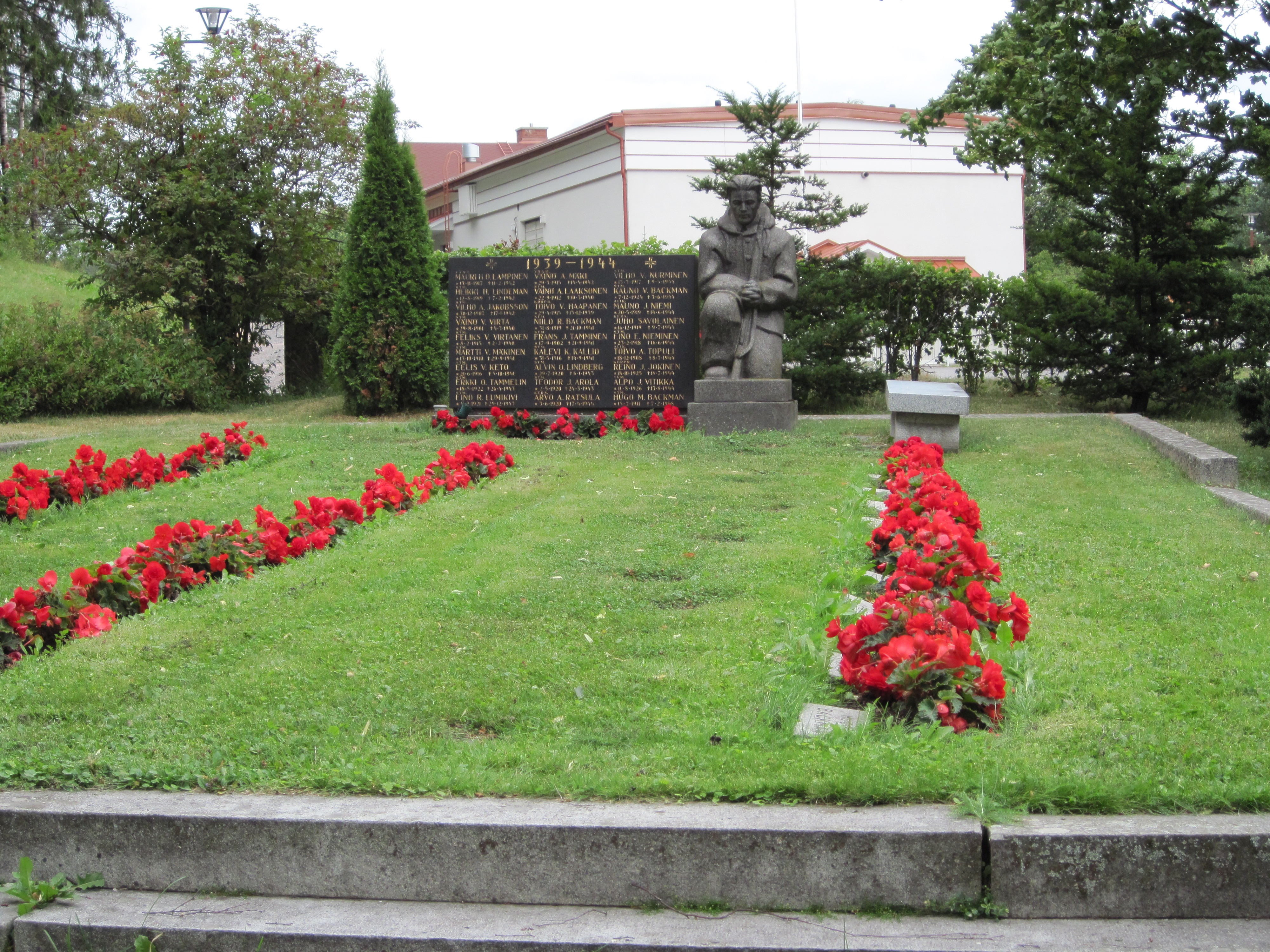
Tombe des héros de guerre